# Kolko sund
Kolko sund är ett sund i Finland. Det ligger i Iniö i landskapet Egentliga Finland, i den sydvästra delen av landet, 190 km väster om huvudstaden Helsingfors.
Kolko sund ligger mellan Iniö i sydväst och Kolko i nordöst. Sundet förbinder Jumo sund i nordväst med Perkala fjärden i sydöst.